# Tagetes subulata
Tagetes subulata là một loài thực vật có hoa trong họ Cúc. Loài này được Cerv. miêu tả khoa học đầu tiên năm 1824.